# Liste der britischen Henker
Die Liste der britischen Henker (kurz die „Liste“) war das Verzeichnis der befugten Henker in der Justizgeschichte des Vereinigten Königreichs. Offiziell hieß sie „List of persons, competent to carry out the duties“ (Liste von Personen, die berufen bzw. befähigt sind, die Pflicht zu erfüllen). Die Liste wurde von der Prison Commission geführt und listete alle jene Männer auf, die von den lokalen Gefängnisverwaltungen dazu eingeladen werden konnten, rechtskräftige Todesurteile zu vollstrecken. Um die Liste selbst gab es stets ein Maximum an Geheimhaltung, was zu Mythen- und Legendenbildung führte.
Eingeführt wurde die „Liste“, nachdem der letzte beamtete Henker des Vereinigten Königreiches, William Calcraft, 1874 in den Ruhestand getreten war. Er war der letzte angestellte Scharfrichter mit einem Fixum von einer Guinee pro Woche. Nach ihm setzte man im britischen Empire auf Nebenerwerbs-Scharfrichter, die, um tätig werden zu können, auf der „Liste“ stehen mussten. Bei der Bezahlung waren die Behörden sparsam: das 1874 festgesetzte Entgelt für eine Hinrichtung wurde bis 1964 nie erhöht.
Voraussetzung für die Aufnahme in den Kreis der zugelassenen Scharfrichter war ein Bewerbungsgespräch (Motivationsklärung), eine ärztliche Untersuchung (körperliche Tauglichkeit) und die erfolgreiche Teilnahme an einem Einführungstraining, das in einem für Hinrichtungen ausgerüsteten Gefängnis stattfand (normalerweise das Pentonville-Gefängnis in London) und eine Woche dauerte.
Von den Bewerbern wurde nicht nur eine geistige und körperliche Eignung für diesen ungewöhnlichen Beruf verlangt, sondern auch die Fähigkeit zu vollkommener Verschwiegenheit und Seriosität. So war es ihnen verboten, über ihre Aufgabe zu sprechen oder Details einzelner Hinrichtungen zu verraten. Nach einigen Vorfällen wurde es ihnen auch verboten, sich aktiv um Hinrichtungen bei den zuständigen Gefängnisverwaltungen zu bewerben (Thomas Pierrepoint und sein Kollege Robert Baxter hatten sich während der Depression in den 1920er-Jahren einen wahren Wettlauf um Hinrichtungen geliefert, indem sie ihre Dienste den Gefängnisleitungen anboten, sobald ein Todesurteil verkündet wurde) oder zu sehr dem Alkohol zuzusprechen (wodurch Henry Pierrepoint von der Liste gestrichen wurde).
Das Verhältnis zwischen der Prison Commission und den Henkern war sehr distanziert; der Schriftverkehr war kurz und unpersönlich, auf individuelle Wünsche wurde nicht eingegangen (die Nichtannahme einer Hinrichtung konnte schon genügen, um von der Liste gestrichen zu werden) und wenn ein Mann von der Liste gestrichen wurde, wurde er (so wie zum Beispiel Syd Dernley) nicht einmal über den Grund oder die Tatsache selbst informiert. Es kamen einfach keine Einladungen mehr, Hinrichtungen vorzunehmen.
Mit der schrittweisen Nichtanwendung und schlussendlichen Abschaffung der Todesstrafe im Vereinigten Königreich ab 1965 wurde die „Liste“ hinfällig.